# 中江功
中江 功（なかえ いさむ、1963年6月13日 - ）は、日本のテレビドラマ演出家、映画監督。
フジテレビジョン編成制作局ドラマ映画部・エグゼクティブディレクター。1988年入社。
法政大学法学部卒業。妻は脚本家の水橋文美江。
担当した『ひとつ屋根の下』11話（1993年6月21日放送）は37.8％を記録。フジテレビ連続ドラマ最高視聴率。

## テレビドラマ
- 抱きしめたい!（1988年、演出補）
- 女と男が愛する時（1990年、演出補）
- 東京ラブストーリー（1991年、演出補）
- 101回目のプロポーズ（1991年、演出補・演出助手）
- 愛という名のもとに（1992年）
- 親愛なる者へ（1992年）
- 二十歳の約束（1992年）
- ボクたちのドラマシリーズお願いダーリン!（1993年）
- ひとつ屋根の下（1993年）
- お願いデーモン!（1993年）
- この世の果て（1994年）
- 君といた夏（1994年）
- 若者のすべて（1994年）
- 僕らに愛を!（1995年）
- いつかまた逢える（1995年）
- ピュア（1996年）
- まだ恋は始まらない（1995年）
- 翼をください!（1996年）
- おいしい関係（1996年）
- 3番テーブルの客（1996年）
- ギフト（1997年）
- 月の輝く夜だから（1997年）
- Days（1998年）
- 美少女H（1998年）
- 眠れる森（1998年）
- リップスティック（1999年）
- パーフェクトラブ!（1999年）
- 危険な関係（1999年）
- 二千年の恋（2000年）
- 太陽は沈まない（2000年）
- 涙をふいて（2000年）
- プラトニック・セックス（2001年9月28日）
- 世にも奇妙な物語
  - 私に似た人（1997年3月31日）
  - 昨日の君は別の君　明日の私は別の私（2002年10月3日）
- 空から降る一億の星（2002年）
- いつもふたりで （2003年）
- Dr.コトー診療所（2003年）
- プライド（2004年）
- Dr.コトー診療所2004（2004年）
- ほんとにあった怖い話「心霊スポット」（2005年3月7日）
- 飛鳥へ、そしてまだ見ぬ子へ（2005年）
- Dr.コトー診療所2006（2006年、プロデューサーを兼務）
- 薔薇のない花屋（2008年）
- スペシャルドラマ・サザエさん（2009年）
- ニュース速報は流れた（2009年）
- NOTTV開局記念ドラマ・シニカレ（2012年）
- 秋のスペシャルドラマ企画・花の鎖（2013年）
- 海の上の診療所（2013年）
- 若者たち2014（2014年）
- ようこそ、わが家へ（2015年）
- 早子先生、結婚するって本当ですか?（2016年）
- 貴族探偵（2017年）
- KTS鹿児島テレビ開局50周年特別番組「前田正名ー龍馬が託した男ー」（2019年）
- 開局60周年特別企画・教場（2020年、プロデューサーを兼務）
- 世界は3で出来ている（2020年）
- 教場II（2021年、プロデューサーを兼務）
- 風間公親-教場0-（2023年、プロデューサーを兼務）

## 映画
- 冷静と情熱のあいだ（2001年、フジテレビ・東宝・角川書店）
- シュガー&スパイス 風味絶佳（2006年、フジテレビ・東宝）
- ロック 〜わんこの島〜（2011年、フジテレビ・東宝）
- Dr.コトー診療所（2022年、フジテレビ・東宝）
- 教場 映画プロジェクト（2026年、フジテレビ・東宝）

## 舞台
- 熱海殺人事件
  - 新・熱海殺人事件（2021年、新装紀伊國屋ホールこけら落とし公演）
  - 熱海殺人事件 Standard（2024年）
- 大脱出〜Escape Run〜（2023年）
  - 大脱出2〜Escape Run〜（2024年）

## 受賞歴
1995年
- 第5回ザテレビジョンドラマアカデミー賞 タイトルバック賞（『僕らに愛を!』）[1]
- 第7回ザテレビジョンドラマアカデミー賞 監督賞（鈴木雅之、臼井裕詞、石坂理江子と共に）（『まだ恋は始まらない』）[1]

1998年
- 第19回ザテレビジョンドラマアカデミー賞（『眠れる森』）[1]
  - 監督賞（澤田鎌作と共に）
  - タイトルバック賞

1999年
- 第21回ザテレビジョンドラマアカデミー賞 監督賞（澤田鎌作､永山耕三と共に）（『リップスティック』）[1]
- 第23回ザテレビジョンドラマアカデミー賞 監督賞（木村達昭､水田成英と共に）（『危険な関係』）[1]

2002年
- 第33回ザテレビジョンドラマアカデミー賞 監督賞（平野眞と共に）（『空から降る一億の星』）[2]

2003年
- 第38回ザテレビジョンドラマアカデミー賞（『Dr.コトー診療所』）[3]
  - 作品賞
  - 監督賞（小林和宏、平井秀樹と共に）

2004年
- 第12回橋田賞（『Dr.コトー診療所』）

2020年
- 東京ドラマアウォード2020 単発ドラマ部門 グランプリ（『教場』）

2021年
- 第58回ギャラクシー賞 テレビ部門 大賞（『世界は3で出来ている』）

2021年
- 東京ドラマアウォード2021 単発ドラマ部門 優秀賞（『教場II』）

## ミュージックビデオ
- Wishing A Special Christmas To You featuring Miwa Yoshida / Full Of Harmony（2000年）
- 三国駅 / aiko（2005年）
- Bitter & Sweet / RYTHEM（2007年）
- 横顔 / aiko（2007年）
- milk / aiko（2009年）
- 向かいあわせ / aiko（2010年）
- ずっと / aiko（2011年）
- Colorless / 向井太一（2021年）